# MiniPanzer et MegaPanzer
MiniPanzer et MegaPanzer sont deux variantes de Bundestrojaner ("cheval de Troie fédéral" en allemand) écrits pour ERA IT Solutions (un sous-traitant du gouvernement fédéral suisse ) par l'ingénieur logiciel Ruben Unteregger, puis utilisées par le Département fédéral suisse de l'environnement, des transports, de l'énergie et des communications (DETEC) pour intercepter le trafic Skype et plus généralement la voix sur IP sur les systèmes Windows XP,.
Le code source du programme a été publié sous la licence publique générale GNU version 3 (GPLv3) en 2009 par l'auteur, qui en a conservé le droit d'auteur. Par la suite, le cheval de Troie a apparemment été détecté sur internet. En raison de l'utilisation du code source à des fins malveillantes, les éditeurs d'antivirus ont enregistrés sa signature sous le nom Trojan.Peskyspy,.

## Fonctionnement
Ce logiciel utilise l'injection DLL pour avoir accès à la mémoire et ainsi intercepter les données de conversation sur Skype. Il les enregistres ensuite sous forme cryptée dans un fichier sur le système infecté. Si le système est connecté à internet alors les paquets vocaux sont transmis à un serveur externe contrôlé par les enquêteurs.
Le logiciel a aussi la possibilité d'espionner la webcam et le microphone de l'ordinateur infecté,.
Pour ne pas être détecté, le logiciel désactive de manière ciblée les pare-feu et les logiciels antivirus à l'aide d'un rootkit.

## Utilisation
Le logiciel a été utilisé à plusieurs reprises par les douanes allemandes et par le Département fédéral suisse de l'environnement, des transports, de l'énergie et des communications,.

## Liens Externes
- MiniPanzer SourceForge, code source
- MegaPanzer SourceForge, code source